# 0 gennaio
0 gennaio è il giorno precedente il 1º gennaio, secondo una notazione alternativa al 31 dicembre, usata in alcuni ambiti.

## Effemeridi
- Lo 0 gennaio indica il giorno che precede il 1º gennaio in un'effemeride annuale. Mantiene la data dell'anno per la quale l'effemeride è pubblicata, evitando quindi ogni riferimento all'anno precedente, sebbene equivalga al 31 dicembre dell'anno precedente.
- Lo 0 gennaio si ritrova nella definizione del secondo effemeride sancita nel 1956 "lo 0 gennaio 1900 alle 12 tempo effemeride".[1] Lo 0 gennaio 1900 (al mezzogiorno di Greenwich) era anche il giorno iniziale definito dalle tabelle solari di Newcomb, che divenne il giorno iniziale del Dublin Julian day.[2]

## In tecnologia
- Per Microsoft Excel, il giorno 0 del formato data 1900 è lo 0 gennaio.[3]